# Distrito federal de Siberia
El Distrito federal de Siberia (en ruso: Сибирский федеральный округ) es uno de los ocho distritos de la Federación de Rusia, formado por los siguientes diez sujetos (entidades subnacionales): las repúblicas de Altái y Jakasia, los óblast de Irkutsk, Kémerovo, Novosibirsk, Omsk, Tomsk y Tuvá, y los krai de Altái y Krasnoyarsk. En noviembre de 2018, el presidente ruso Vladímir Putin decretó que la República de Buriatia y el Krai de Transbaikalia abandonasen el distrito, para unirse al Distrito federal del Lejano Oriente. Limita al norte con los mares de Kara y Láptev (océano Ártico), al este con Lejano Oriente, al sur con China, Mongolia y Kazajistán y al oeste con el Distrito federal del Ural. 
Su capital es Novosibirsk. Con 4.361.800 km² es el segundo distrito más extenso —por detrás del distrito del Lejano Oriente—, con 19 281 424 habs. en 2013, el tercero más poblado —por detrás de los distritos Central y Volga— y con 3,8 hab/km², el segundo menos densamente poblado, por delante del distrito del  Lejano Oriente. Coincide parcialmente con la región geográfica de Siberia.

## Composición territorial
| Distrito federal de Siberia | Distrito federal de Siberia | Distrito federal de Siberia | Distrito federal de Siberia | Distrito federal de Siberia | Distrito federal de Siberia |
| #                           | Bandera                     | Sujeto federal              | Área (km²)                  | Población (2010)            | Capital                     |
| --------------------------- | --------------------------- | --------------------------- | --------------------------- | --------------------------- | --------------------------- |
| 1                           |                             | República de Altái          | 92 900                      | 206 168                     | Gorno-Altaysk               |
| 2                           |                             | Krai de Altái               | 168 000                     | 2 419 755                   | Barnaul                     |
| 3                           |                             | Óblast de Irkutsk           | 774 800                     | 2 248 750                   | Irkutsk                     |
| 4                           |                             | Óblast de Kemerovo          | 95 700                      | 2 763 135                   | Kemerovo                    |
| 5                           |                             | Krai de Krasnoyarsk         | 2 366 800                   | 2 828 187                   | Krasnoyarsk                 |
| 6                           |                             | Óblast de Novosibirsk       | 177 800                     | 2 665 911                   | Novosibirsk                 |
| 7                           |                             | Óblast de Omsk              | 141 100                     | 1 977 665                   | Omsk                        |
| 8                           |                             | Óblast de Tomsk             | 314 400                     | 1 047 394                   | Tomsk                       |
| 9                           |                             | República de Tuvá           | 168 600                     | 307 930                     | Kyzyl                       |
| 10                          |                             | República de Jakasia        | 61 600                      | 532 403                     | Abakan                      |